# ساختمان شیشه‌ای صدا و سیما
ساختمان شیشه‌ای صدا و سیما، یک بنای برجسته از معماری مدرن ایران در مجموعه جام‌جم تهران است که طرح آن در سال ۱۳۴۶ توسط «عبدالعزیز فرمانفرمائیان» و همکاران آماده و ساخت آن از اواسط دههٔ ۱۳۵۰ شروع شد و تا دههٔ ۱۳۶۰ تکمیل گردید. این ساختمان از نمونه‌های برجسته معماری بروتالیستی در سطح آسیا و حتی جهان به‌شمار می‌رود. این ساختمان به‌ویژه به‌عنوان مرکز استقرار دفاتر مرکزی، معاونت سیاسی، تحریریه و استودیوهای خبری صدا و سیما شناخته می‌شود.

## معمار
عبدالعزیز فرمانفرمائیان (۱۲۹۹–۱۳۹۲)، فارغ‌التحصیل دانشسرای عالی هنرهای زیبای پاریس، یکی از چهره‌های برجسته معماران مدرن ایران بود. وی عضو خانواده‌ای با سابقه‌ی قاجاری و مسئول پروژه‌های مهمی چون ورزشگاه آزادی، کتابخانه نیاوران و ساختمان شیشه‌ای صدا و سیما بود.

## معماری و طراحی
این ساختمان با فرم مکعبی ساده، نمای شیشه‌ای و حیاط مرکزی طراحی شده‌است؛ نمونه‌ای از مینیمالیسم در معماری ایران که نشان‌دهنده‌ی جهت‌گیری به‌سوی شفافیت رسانه‌ای و معماری بین‌المللی دههٔ چهل است. بتن آرمه‌ی سازه به‌عنوان نما برجسته شده و گرچه در ابتدا محل نقد بود، اما پس از تکمیل، الگویی برای ساخت سازه‌های دولتی شد.

## کارکرد
این ساختمان محل دفاتر رئیس و قائم‌مقام صدا و سیما، معاونت سیاسی، تحریریه و استودیوهای خبری رادیو و تلویزیون بود. مرکز مدیریت و پخش خبر بسیاری از شبکه‌ها در آن صورت می‌گرفت.

## بمباران توسط اسرائیل
در تاریخ «۲۶ خرداد ۱۴۰۴»، در جریان جنگ ایران و اسرائیل، ساختمان شیشه‌ای همزمان با پخش زنده خبری، مورد حملهٔ هوایی اسرائیل قرار گرفت. انفجار و آتش‌سوزی موجب قطع پخش، آسیب جدی نمای شیشه و انتشار گسترده گرد و غبار شد. این حمله همچنین نمادی از هدف‌گیری رسانه در جنگ اطلاعاتی توصیف شد.

## واکنش و وضعیت فعلی
پس از آتش‌سوزی، رسانه‌ها و رئیس وقت سازمان، پیمان جبلی، به بازدید پرداختند. همچنان پخش خبری ادامه دارد و برخی منابع از تصمیم برای تبدیل بخش‌هایی از بنا به «موزه مقاومت رسانه‌ای» خبر داده‌اند.

## اهمیت
ساختمان شیشه‌ای یکی از نمادهای نمادین معماری مدرن در ایران به‌شمار می‌رود، نمایش‌دهنده‌ معماری مدرن پهلوی، ورود به گفتمان جهانی و شفافیت رسانه‌ای. طراحی آن به‌عنوان الگویی برای ساختمان‌های دولتی ایران در دههٔ چهل و پنجاه شناخته شده‌است.